# Jeongnim-dong
Jeongnim-dong (koreanska: 정림동)  är en stadsdel i staden Daejeon i Sydkorea, i den centrala delen av landet, 150 km söder om huvudstaden Seoul. Den ligger i stadsdistriktet Seo-gu.